# Arnold Odermatt
Arnold Odermatt (* 25. května 1925 – 19. června 2021, Stans) byl švýcarský policejní fotograf, jehož práce trvala více než 40 let. Původně se vyučil pekařem, ale působil jako fotograf pro okresní policii v Nidwaldenu od roku 1948 až do svého odchodu do důchodu v roce 1990. Nejznámější byl svými strašidelně krásnými černobílými fotografiemi následků havárií motorových vozidel. Odermatt se připojil k policii v roce 1948 a stal se poručíkem, šéfem dopravní policie a zástupcem hlavního inspektora okresní policie v Nidwaldenu, než odešel do důchodu.
Na začátku 90. let objevil Odermattovu fotografii jeho syn Urs Odermatt během rešerší pro jeho film Wachtmeister Zumbühl a toto dílo se stalo ústředním tématem filmu. Urs spojil práce svého otce v pracovních skupinách s názvem Meine Welt, Karambolage, Im Dienst a In zivil a od té doby publikoval práci Arnolda Odermatta ve spolupráci s frankfurtskou historičkou umění Beatou Kemfertovou a berlínskou galerií Springer & Winckler.
V roce 2001 byly Odermattovy fotografie vybrány kurátorem Haraldem Szeemannem na výstavu 49. benátském bienále. V roce 2002 vystavoval James Rondeau Odermattovo dílo na Institutu umění v Chicagu, stejně jako Urs Stahel ve Fotomuseu Winterthur v roce 2004.

## Životopis
Odermatt se narodil v Oberdorfu v kantonu Nidwalden ve Švýcarsku. Ze zdravotních důvodů byl nucen vzdát se své původní kariéry pekaře a cukráře a k nidwaldenské policii nastoupil v roce 1948. V počátcích své policejní kariéry, když Arnold použil fotoaparát ke katalogizaci dopravních nehod, šlo o švýcarskou policejní revoluci. Když se poprvé objevil se svým Rolleiflexem na místě nehody – aby pořídil fotografie, které doplní policejní zprávu, lidé to považovali za poněkud znepokojující. V té době byla fotografie něčím jiným než nezávislým prostředkem, jak policii poskytovat důkazy.
Kolega pozoroval Arnolda Odermatta, když fotografoval a byl podezřelý. Bylo mu nařízeno, aby se okamžitě hlásil svému veliteli. Odermattovi se podařilo přesvědčit své nadřízené o průkopnické práci, kterou dělal. Umožnili mu přeměnit starou toaletu na pozorovacím stanovišti ve Stans na provizorní temnou komoru. Když bylo o několik let později pozorovací stanoviště přesunuto do jiné budovy, dostal první švýcarský policejní fotograf vlastní laboratoř.
Největším vzorem Arnolda Odermatta byl fotograf spolku Magnum Werner Bischof. Jednou se s ním setkal náhodou, když chtěl fotografovat herce Charlieho Chaplina během bezpečnostní operace na Bürgenstocku. Odermattův vlastní styl byl charakterizován střízlivostí a autentičností. Spartanský lingvistický výraz jeho policejních zpráv lze nalézt také na jeho obrazech. O jeho řemeslu není pochyb, jeho fotografickému oku nic neuniklo. V jeho nejslavnější sérii prací Karambolage nejsou zobrazeny zmrzačené oběti, ale éterické surrealistické sochy z kovového šrotu. S jemností a melancholií Jacquese Tatiho se dívá na důsledky rychlosti a hektické povahy moderní doby.
Po dobu 40 let zachycoval Arnold Odermatt každodenní práci policejních sborů v Nidwaldenu. O jeho fotografie se zajímal pouze místní tisk, soud nebo pojišťovna. Na začátku devadesátých let objevil fotografie Arnolda Odermatta jeho syn, filmový a divadelní režisér Urs Odermatt, při práci na svém celovečerním filmu. Poté, co v devadesátých letech 20. století představil fotografie na samostatné výstavě ve Frankfurtu nad Mohanem, se o jeho dílo začala poprvé zajímat také umělecká scéna. Po inspirativní výstavě následovala fotokniha Meine Welt (Můj svět). Náhle každodenní pozorování ze střední švýcarské provincie získalo stejné postavení jako pozorování svého cestujícího předchůdce Wernera Bischofa.

## Samostatné výstavy
- 1993 – Arnold Odermatt. Seeplatz 10, Buochs.
- 1996 – Meine Welt. Viewpoint Gallery, Salford.
- 1998 – Karambolage. Police headquarters, Frankfurt nad Mohanem.
- 2000 – Karambolagen und andere Photographien. Springer & Winckler Galerie, Berlín.
- 2001 – Carambolages. Centre de la photographie, Genf.
- 2002 – Karambolage. Museum Morsbroich, Leverkusen. ISBN 3-925520-64-3.
- 2002 – Die Biennale-Auswahl. 32 Photographien für Venedig 2001. Springer & Winckler Galerie, Berlín. ISBN 3-00-009666-3.
- 2002 – Karambolage. Centre rhénan de la photographie, Strassburg.
- 2002 – Arnold Odermatt. The Art Institute of Chicago, Chicago. Katalog.
- 2003 – Arnold Odermatt. Washington University Gallery of Art, St. Louis. Katalog.
- 2003 – Arnold Odermatt. Paul Morris Gallery, New York.
- 2004 – Arnold Odermatt. James Kelly Contemporary, Santa Fe.
- 2004 – Arnold Odermatt. Galerie Sabine Knust, Mnichov.
- 2004 – Karambolagen. Photo museum Winterthur, Winterthur.
- 2004 – Karambolage. Rathaus, Fellbach.
- 2004 – Arnold Odermatt. Galería Arnés y Röpke, Madrid.
- 2004 – Kantonspolizei Nidwalden. Springer & Winckler Galerie, Berlín.
- 2005 – Arnold Odermatt. Centro Cultural Okendo, San Sebastián. ISBN 84-96431-06-1.
- 2005 – Arnold Odermatt. Museum im Bellpark, Kriens.
- 2006 – Im Dienst. Farbphotographien 1962–1990. Springer & Winckler Galerie, Berlín.
- 2008 – Focus Photographie: Arnold Odermatt. Galerie Lelong, Curych.
- 2009 – Project room: Arnold Odermatt. Galerie Georges-Philippe & Nathalie Vallois, Paříž.
- 2009 – Karambolage. Miesiąc Fotografii w Krakowie, Krakau. ISBN 978-83-928967-0-8.
- 2010 – Arnold Odermatt. Leo Koenig Inc. Projects, New York.
- 2010 – In zivil. Springer & Winckler Galerie, Berlín.
- 2010 – On Duty. Amador Gallery, New York.
- 2011 – On and Off Duty. Galerie Georges-Philippe & Nathalie Vallois, Paříž.
- 2011 – Heimat. Buchmann Galerie, Berlín.
- 2012 – Arnold Odermatt. L'Été photographique de Lectoure. Lectoure, (Gascogne).
- 2012 – Arnold Odermatt. Espace d'Art Contemporain Fernet Branca, Saint-Louis (Elsass).
- 2012 – Arnold Odermatt. La Chambre, Štrasburk.

## Knihy
- Urs Odermatt: Wachtmeister Zumbühl. Script for a feature film with 79 stills photographs by Arnold Odermatt. Benteli Verlag, Bern 1994. ISBN 3-7165-0960-4.
- Arnold Odermatt: Karambolage. Museum Morsbroich, Leverkusen 2002. ISBN 3-925520-64-3.
- Arnold Odermatt: Die Biennale-Auswahl. 32 Photographien für Venedig 2001. [Biennale Selection: 32 photographs for Venice 2001] With a text by Harald Szeemann. Galerie Springer & Winckler, Berlín 2002. ISBN 3-00-009666-3.
- Arnold Odermatt: Meine Welt. Photographien/Photographs 1939–1993. Edited by Urs Odermatt. Benteli Verlag, Bern 1993, 2001 und 2006. ISBN 3-7165-0910-8. Kodak-Fotobuch-Preis 1993.
- Arnold Odermatt: Karambolage. Edited by Urs Odermatt. German, French English. Steidl-Verlag, Göttingen 2003. ISBN 3-88243-866-5.
- Arnold Odermatt: Im Dienst. En service. On Duty. Edited by Urs Odermatt. Steidl Verlag, Göttingen 2006. ISBN 3-86521-271-9. German Photobook Prize 2008.
- Arnold Odermatt: In zivil. Hors service. Off Duty. Edited by Urs Odermatt. Steidl-Verlag, Göttingen 2010. ISBN 978-3-86521-796-7.
- Arnold Odermatt. With a text by Caroline Recher. Diaphane éditions, Montreuil sur Brèche 2012, ISBN 978-2-919077-12-0.
- Arnold Odermatt: Karambolage. Steidl Verlag. Göttingen 2013, ISBN 978-3-88243-866-6

## Filmy
V 60. letech 20. století dokumentoval Arnold Odermatt výstavbu švýcarských dálnic v Achereggu a tunelu Lopper s rozsáhlými fotografiemi a 16mm černobílým filmovým záznamem. V roce 1991 Urs Odermatt spojil všechny tyto historické filmové materiály do dokumentárního filmu Lopper.
V 90. letech pracoval jako fotograf během natáčení celovečerních filmů svého syna Urse Odermatta: Rotlicht !, Gekauftes Glück a Wachtmeister Zumbühl.

## Galerie
Arnold Odermatt fotografoval snímky z natáčení pro svého syna Urseho

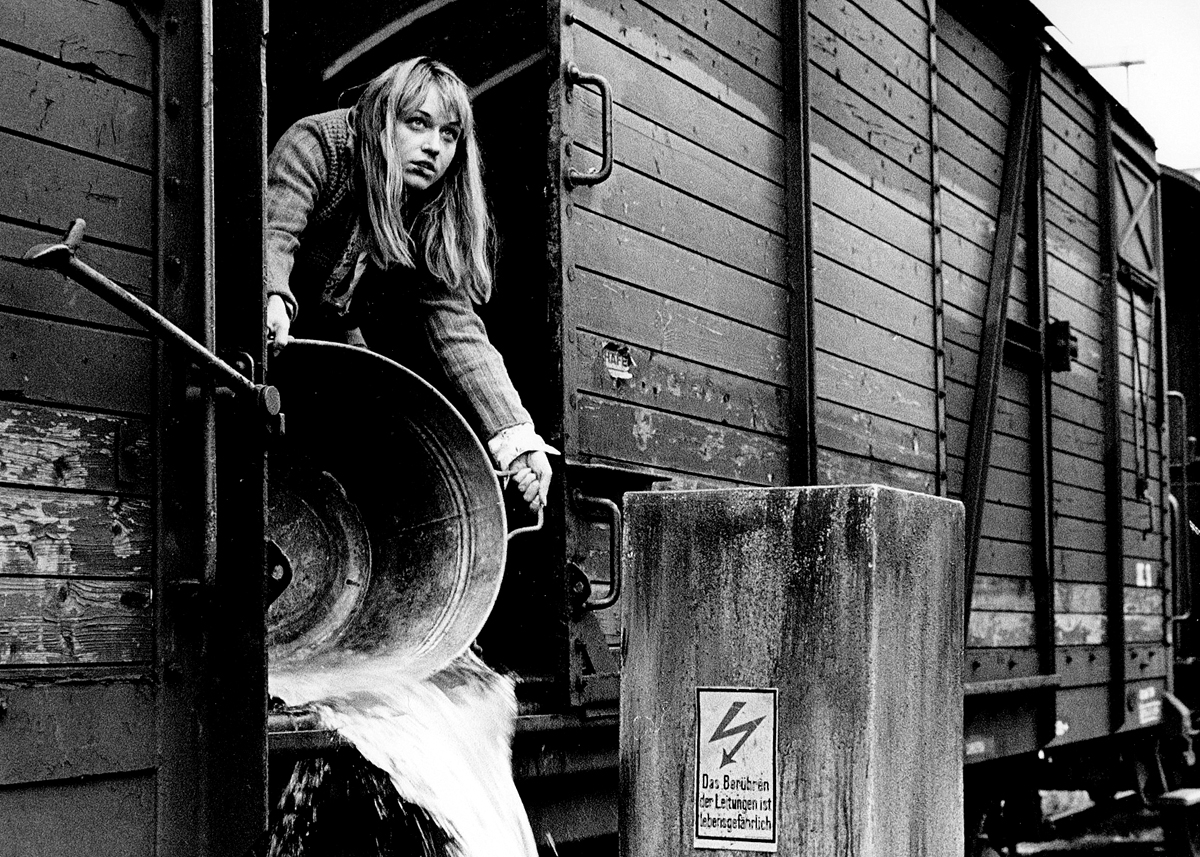
Anica Dobra jako Maria; 'Wachtmeister Zumbühl', Urs Odermatt
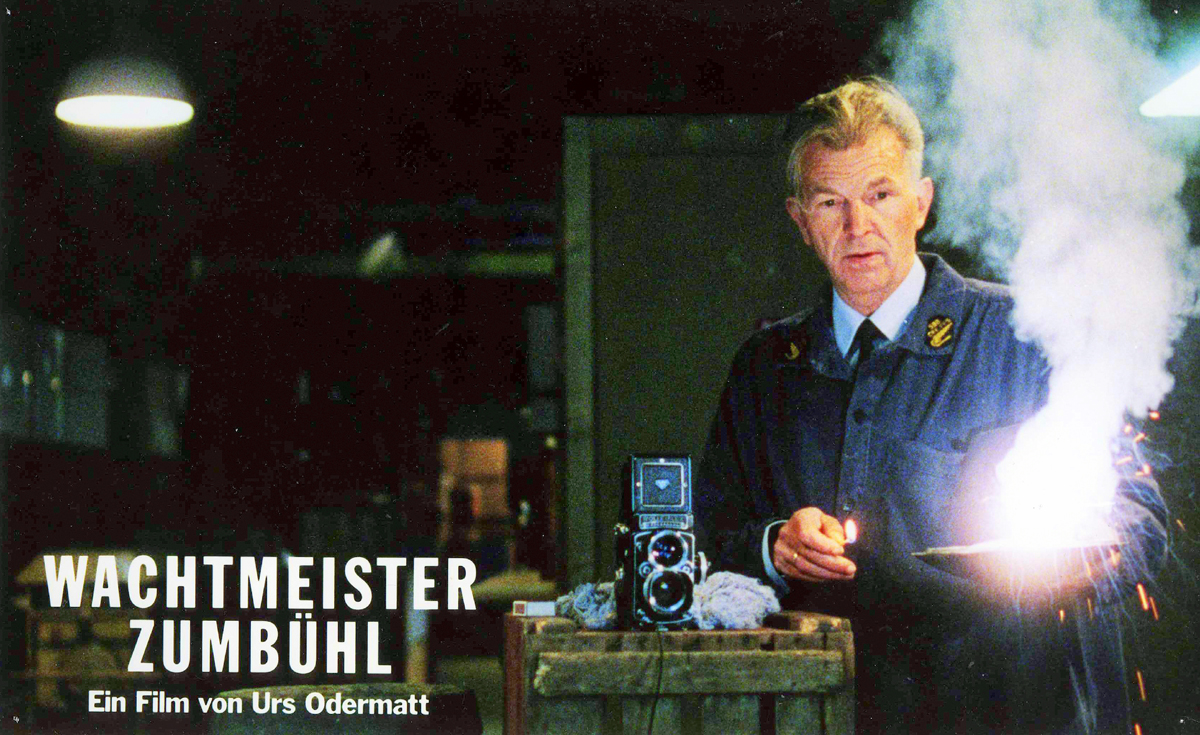
Aushangphoto Wachtmeister Zumbühl
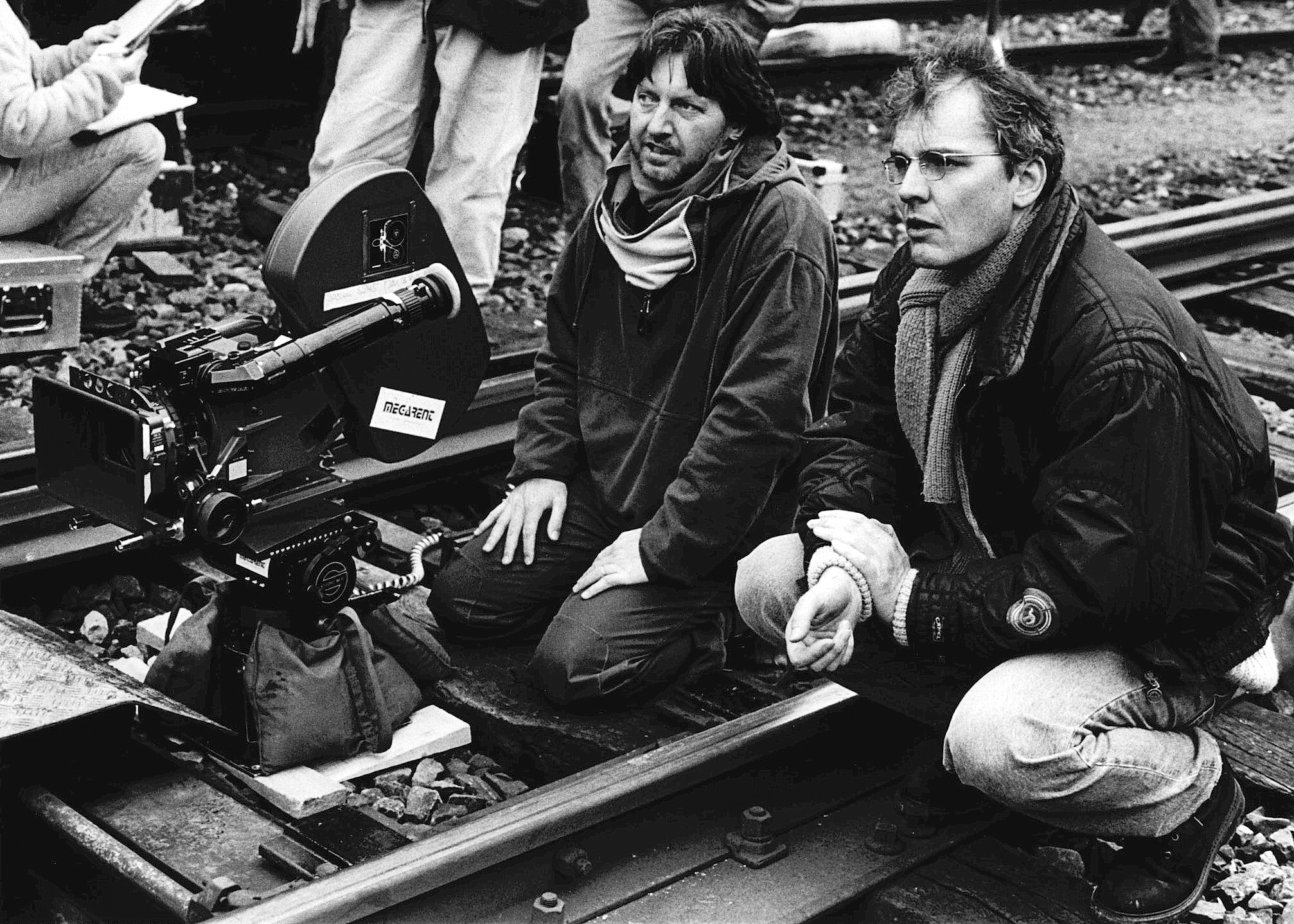
Natáčení filmu Wachtmeister Zumbühl, vlevo Rainer Klausmann (kameraman), vpravo Urs Odermatt (režisér)
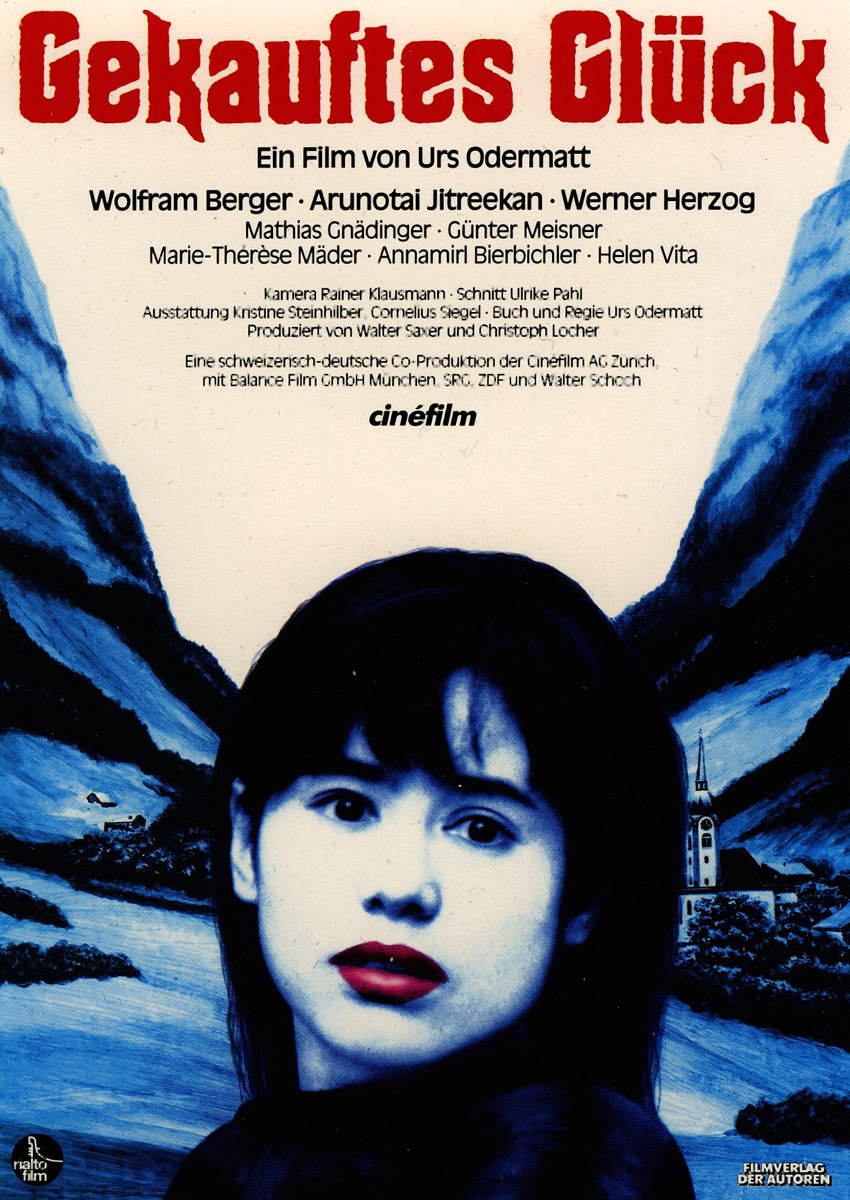
Filmový plakát Gekauftes Glueck, Urs Odermatt
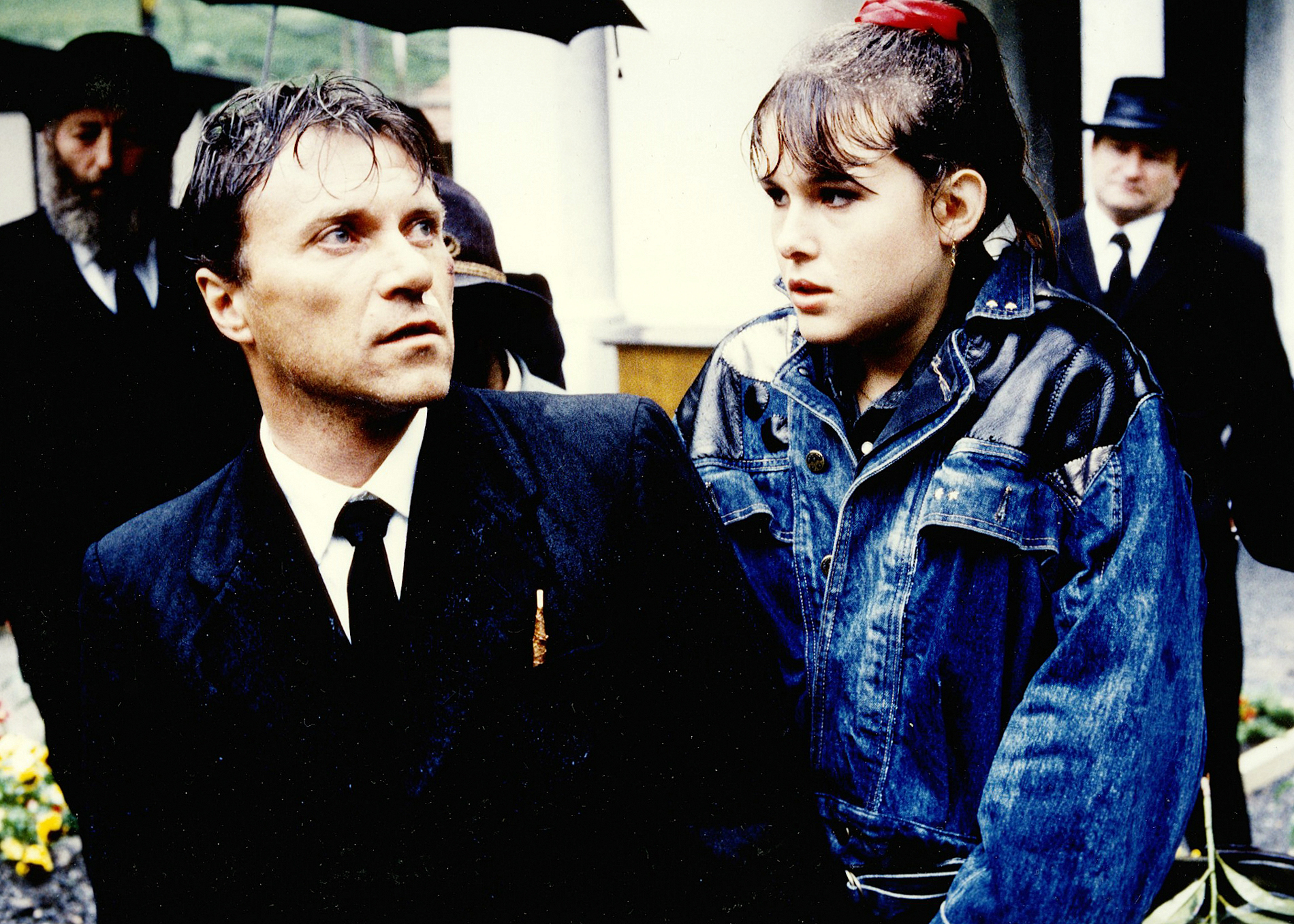
Gekauftes Glück, Berger und Mäder
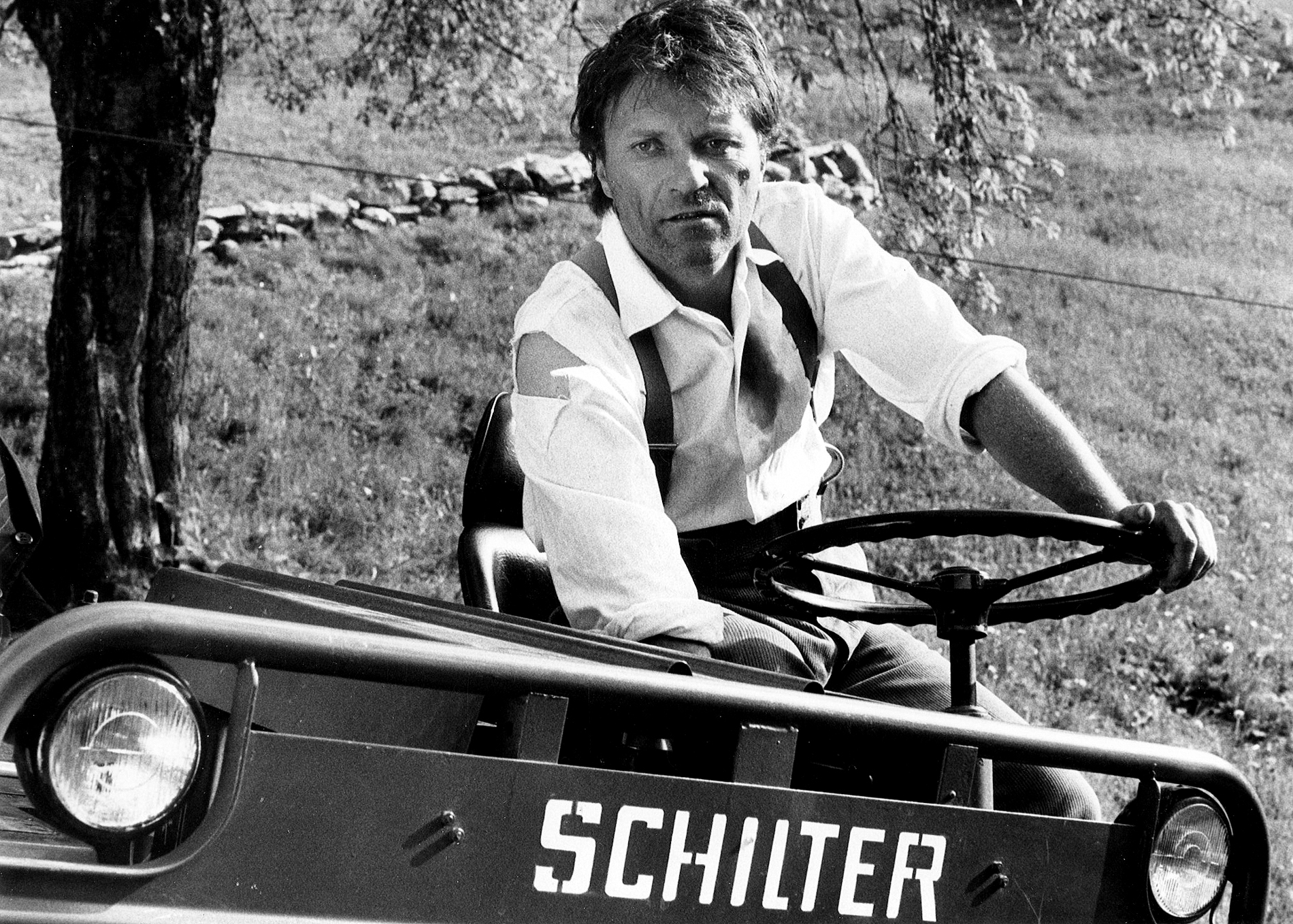
Gekauftes Glück, Wolfram Berger
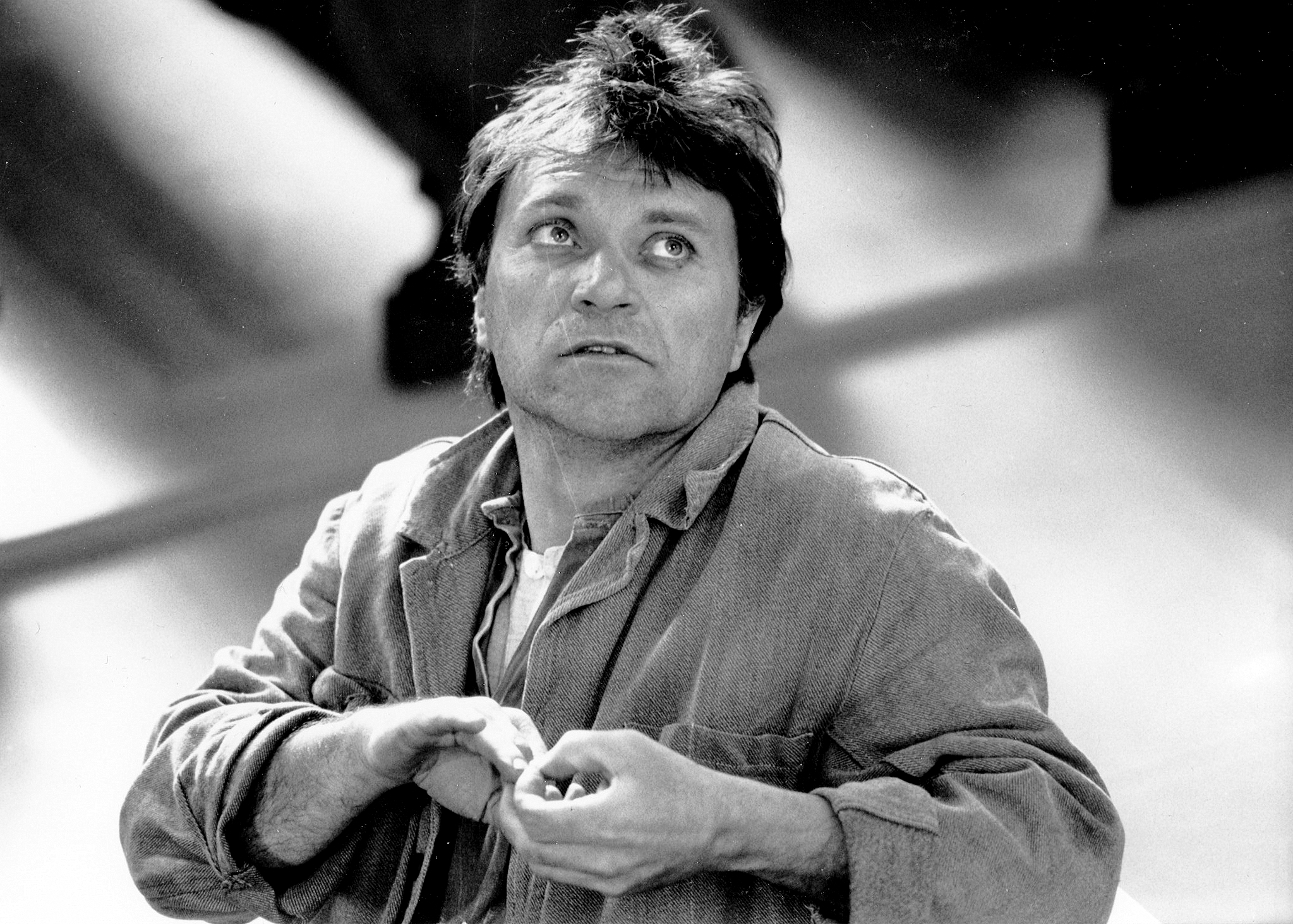
Gekauftes Glück, Wolfram Berger
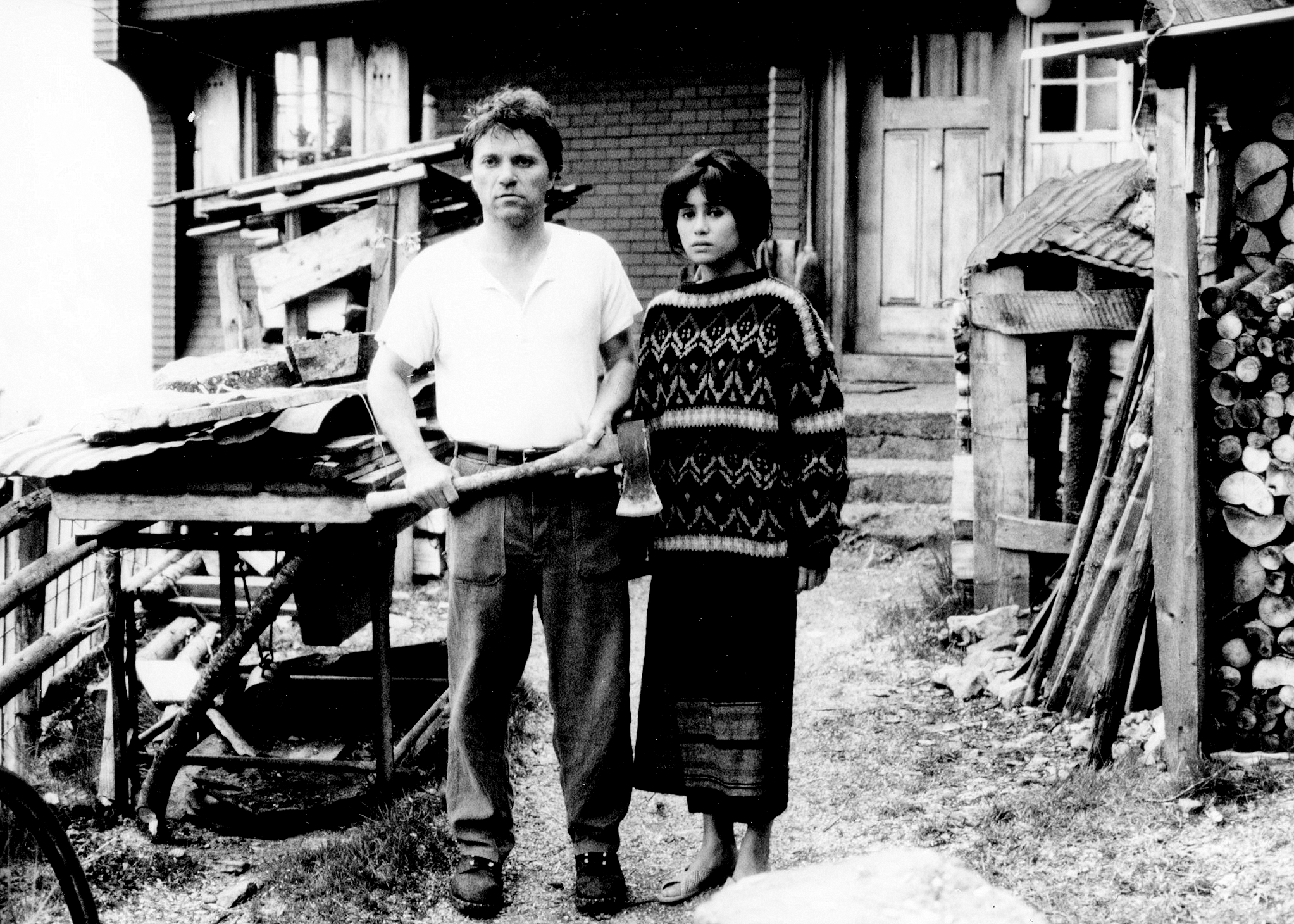
Gekauftes Glück Zweier halbtotal
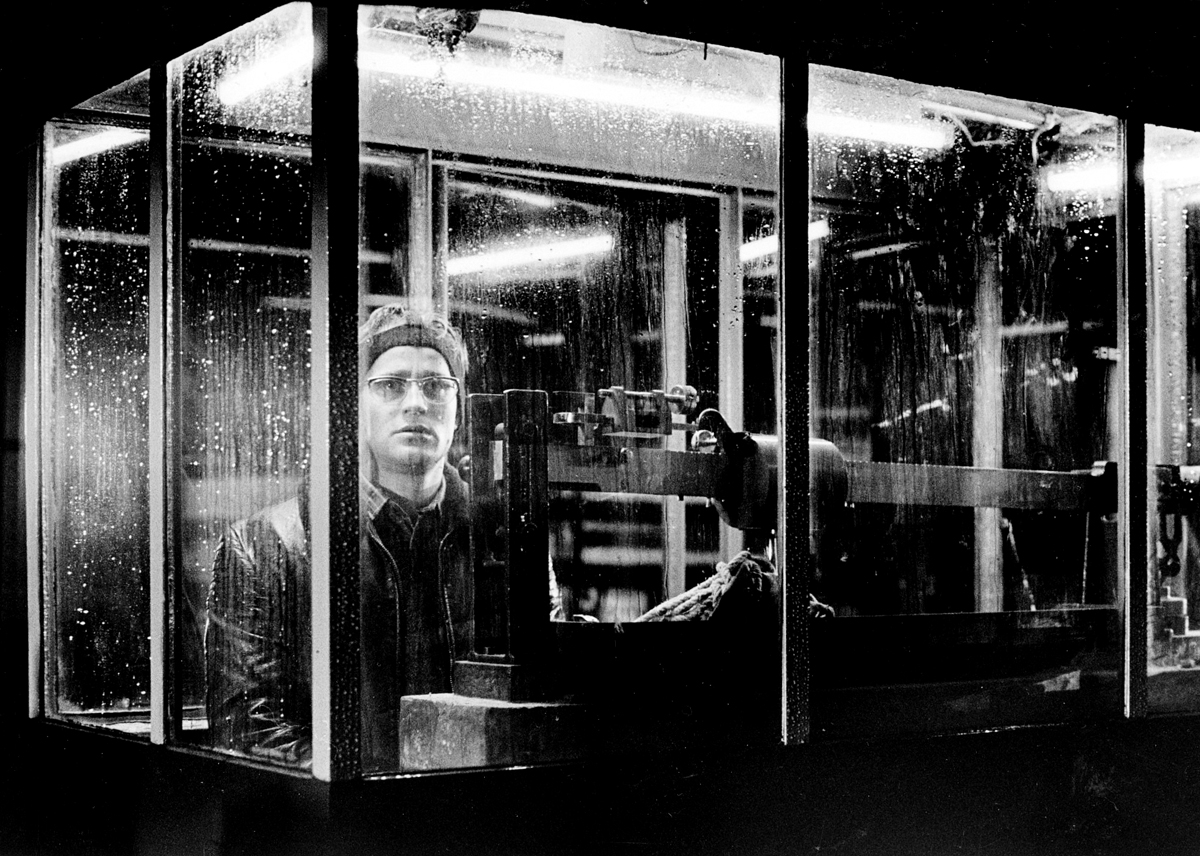
Jürgen Vogel jako "Albin"; Film "Wachtmeister Zumbühl", Urs Odermatt
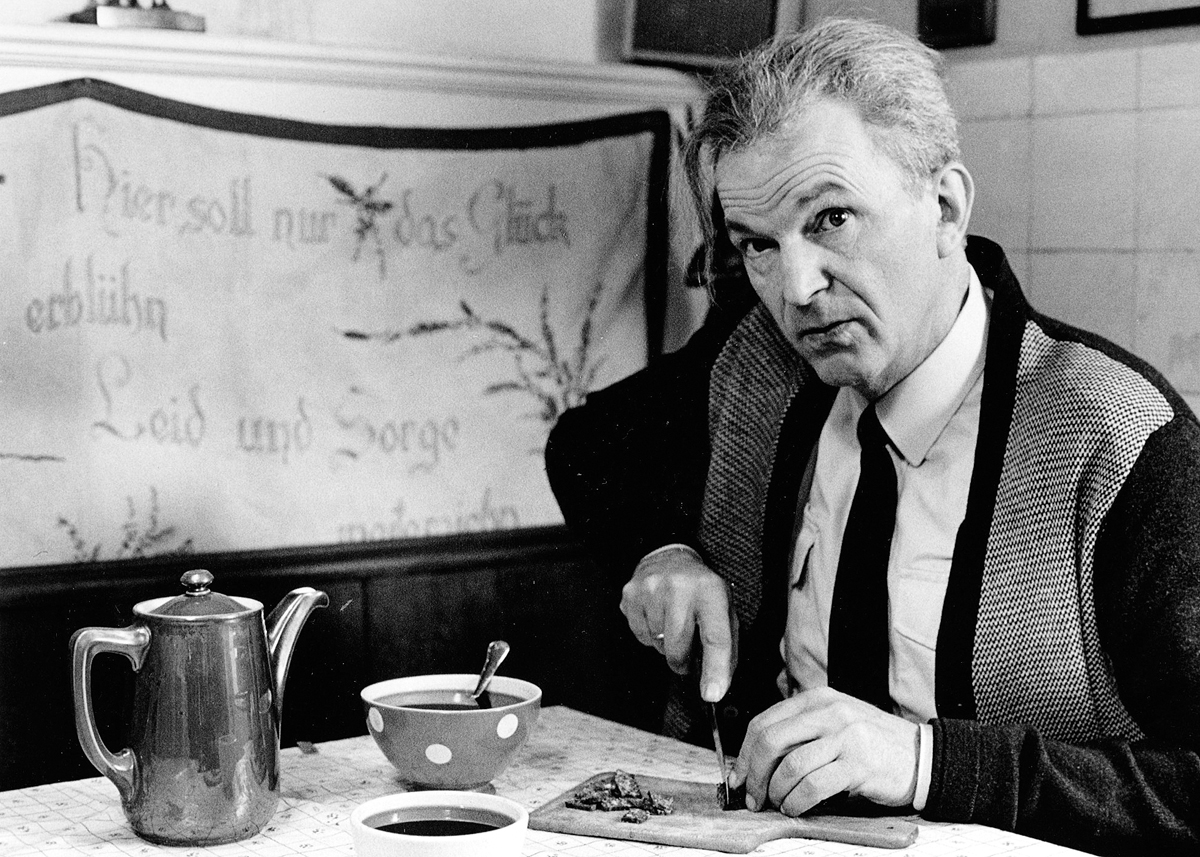
Michael Gwisdek jako Zumbühl; "Wachtmeister Zumbühl", Urs Odermatt